# Livry (Calvados)
Livry ist eine Ortschaft und eine ehemalige französische Gemeinde mit 755 Einwohnern (Stand: 1. Januar 2022) im Département Calvados in der Region Normandie. Sie gehörte zum Arrondissement Bayeux. Die Einwohner werden Livernois genannt.
Mit Wirkung vom 1. Januar 2017 wurden die früheren Gemeinden Caumont-l’Éventé, Livry und La Vacquerie zu  einer Commune nouvelle mit dem Namen Caumont-sur-Aure zusammengelegt und haben in der neuen Gemeinde den Status einer Commune déléguée. Der Verwaltungssitz befindet sich im Ort Caumont-l’Éventé.

## Geographie
Livry liegt etwa 30 Kilometer westsüdwestlich von Caen am Fluss Aure, der hier entspringt. Umgeben wurde Livry von den Nachbargemeinden Sainte-Honorine-de-Ducy im Norden, Cahagnolles im Norden und Nordosten, Aurseulles im Nordosten, Saint-Germain-d’Ectot im Osten, Cahagnes im Süden, Caumont-l’Éventé im Westen sowie Foulognes im Nordwesten.

## Bevölkerungsentwicklung
| Jahr                       | 1962 | 1968 | 1975 | 1982 | 1990 | 1999 | 2006 | 2013 |
| Einwohner                  | 753  | 650  | 725  | 754  | 713  | 705  | 771  | 758  |
| Quellen: Cassini und INSEE |      |      |      |      |      |      |      |      |

## Sehenswürdigkeiten
- Kirche Saint-Martin in Parfouru-l'Éclin aus dem 13./14. Jahrhundert, Monument historique seit 1913
- Kirche Notre-Dame in Livry
- Kapelle Saint-Sulpice aus dem 12. Jahrhundert
- Schloss Parfouru aus dem 19. Jahrhundert

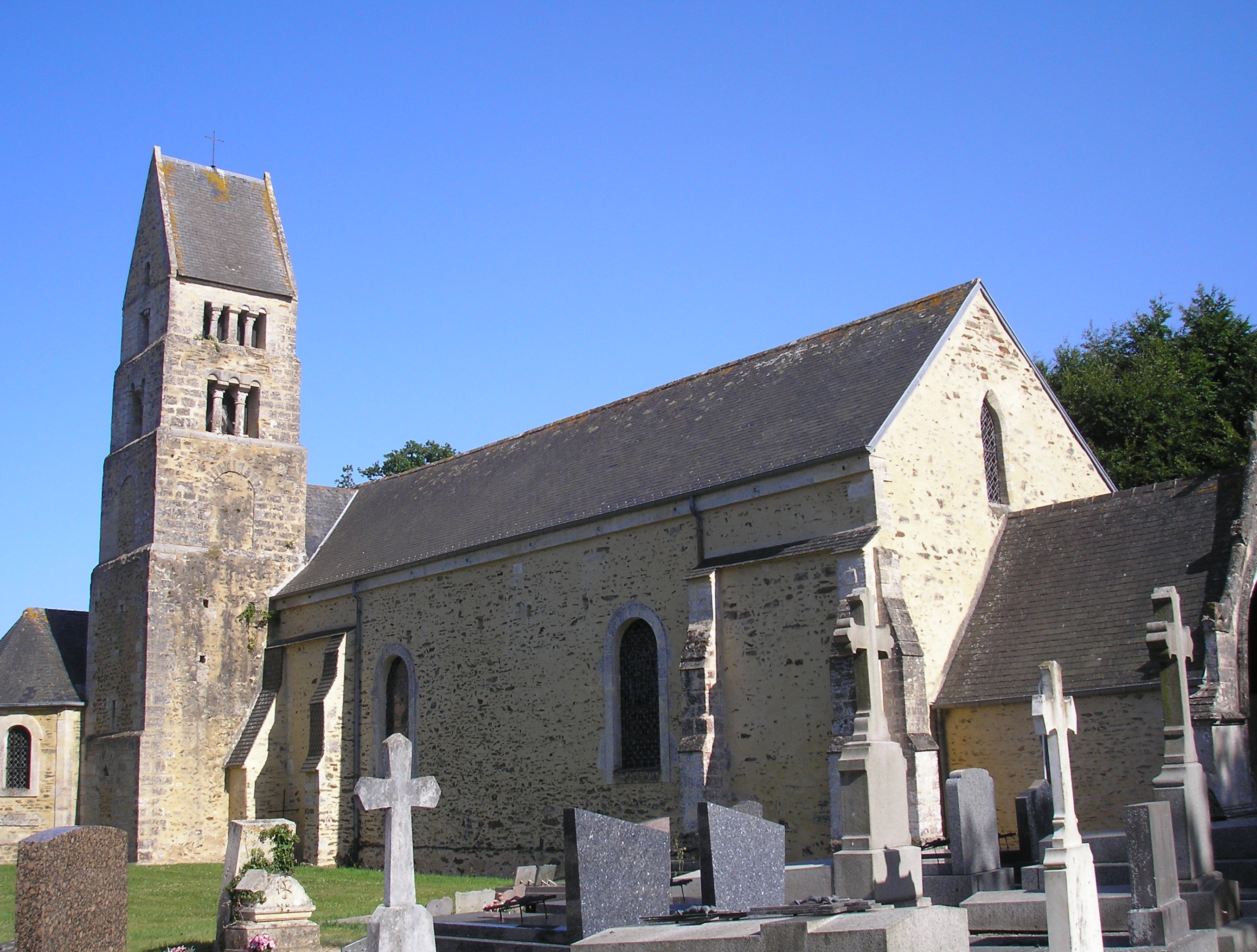
Kirche Saint-Martin
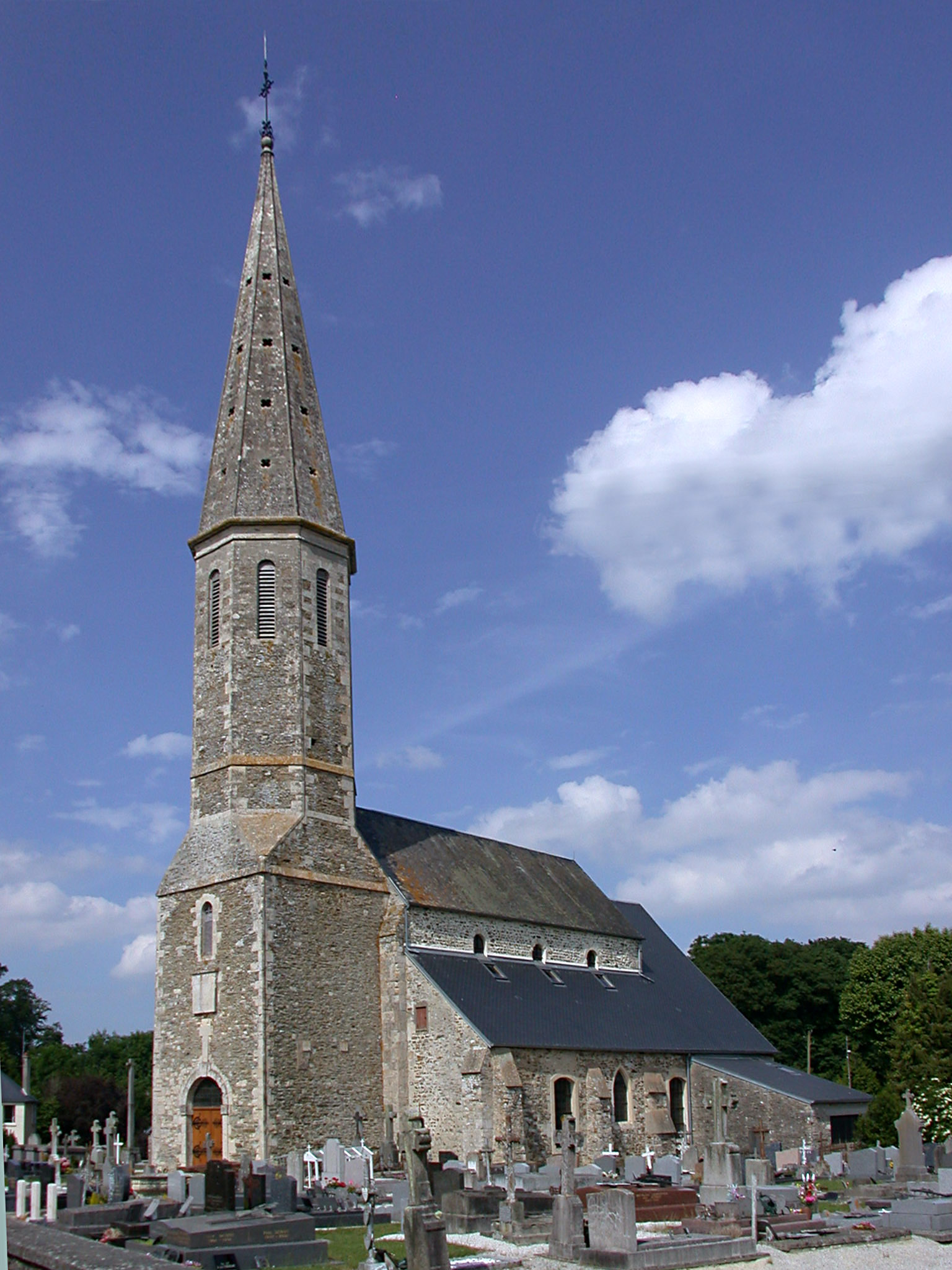
Kirche Notre-Dame
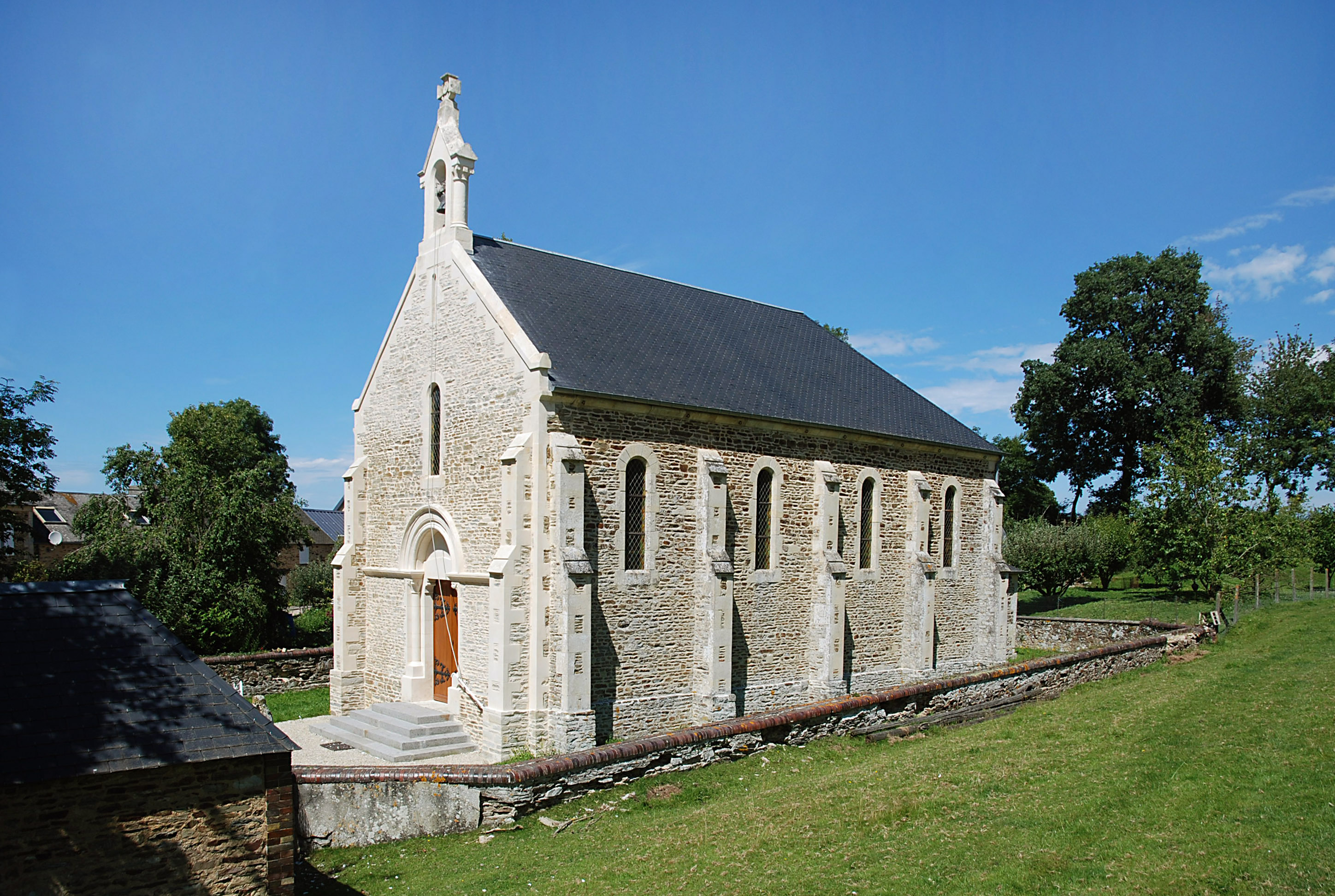
Kapelle Saint-Sulpice
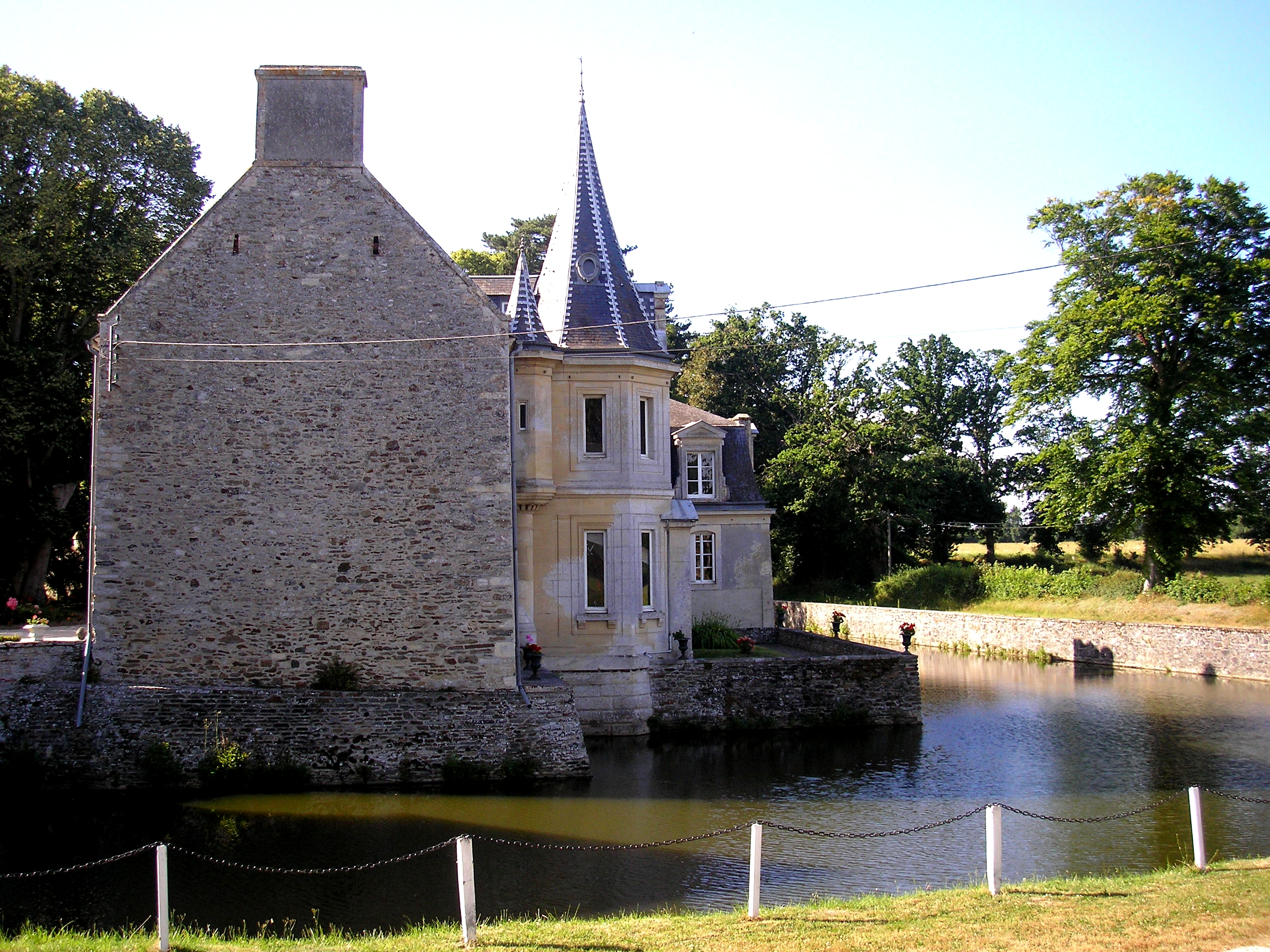
Schloss Parfouru